# Nadia Akpana Assa
Nadia Akpana Assa (* 22. Dezember 1995) ist eine norwegische Weitspringerin.

## Sportliche Laufbahn
2013 nahm Nadia Akpana Assa an den Junioreneuropameisterschaften 2013 in Rieti teil, schied dort aber in der Vorrunde aus. Bei den Juniorenweltmeisterschaften im darauffolgenden Jahr gewann sie die Silbermedaille mit 6,31 Metern. 2015 schied sie bei den Hallenweltmeisterschaften in Portland in der Qualifikation aus und belegte bei den U23-Europameisterschaften den achten Platz. 2016 belegte sie bei den Europameisterschaften in Amsterdam im Finale erneut den achten Platz. 2017 nahm sie an den U23-Europameisterschaften im polnischen Bydgoszcz teil und belegte dort mit 6,29 Metern den achten Platz.
2014 und 2015 wurde sie norwegische Meisterin im Weitsprung.

## Persönliche Bestleistungen
- Weitsprung: 6,53 m, 18. Juni 2016 in Kopenhagen
  - Halle: 6,37 m, 6. März 2016 in Bærum